# Nannoscincus slevini
Espèce
Synonymes
- Lygosoma slevini Loveridge, 1941
- Anotis slevini (Loveridge, 1941)

Statut de conservation UICN

 EN B1ab(i,ii,iii,iv,v)+2ab(i,ii,iii,iv,v) : En danger
Nannoscincus slevini est une espèce de sauriens de la famille des Scincidae.

## Répartition
Cette espèce est endémique de Nouvelle-Calédonie.

## Étymologie
Cette espèce est nommée en l'honneur de Joseph Richard Slevin.

## Publication originale
- Loveridge, 1941 : An undescribed skink (Lygosoma) from New Caledonia. Proceedings of the Biological Society of Washington, vol. 54, p. 193-194 (texte intégral).